# Nuevefuentes
Nuevefuentes (llamada oficialmente Santiago de Novefontes) es una parroquia española del municipio de Touro, en la provincia de La Coruña, Galicia.

## Entidades de población
Entidades de población que forman parte de la parroquia:
- Basebe
- Campo (O Campo)
- Capilla (A Capela)
- Corbite (Corvite)
- Dozariñas
- Penelas
- Sestelo
- Xondo

## Demografía
| Gráfica de evolución demográfica de Nuevefuentes entre 2000 y 2019 |
|                                                                    |
| Datos según el nomenclátor publicado por el INE.                   |